# جیمتاون، شهرستان رندولف، ویرجینیای غربی
جیمتاون (به انگلیسی: Jimtown) یک منطقهٔ مسکونی در ایالات متحده آمریکا است که در شهرستان رندولف، ویرجینیای غربی واقع شده‌است. جیمتاون ۱٬۰۰۲ نفر جمعیت دارد.